# Carlos Abrão Bresser
Carlos Abrão Bresser ou Karl Abraham Breßer (Krefeld, Renânia do Norte-Vestfália, 30 de maio de 1804 - São Paulo, 27 de março de 1856) foi um engenheiro civil e major do exército da Prússia. Carlos Abrão Bresser executou diversas obras de expansão em São Paulo e fez as primeiras plantas oficiais da cidade. Além das suas obras, bairros como o Brás e Mooca se urbanizaram com o desmembramento de suas propriedades.
É considerado o patriarca da Família Bresser no Brasil.

## No Brasil
No Brasil, Carlos Abrão administrou diversos projetos para expansão e mapeamento de São Paulo. Foi indicado por João Bloem, Comandante de Fernando de Noronha e diretor-geral das Usinas Siderúrgicas do Império, para a função de "diretor de estradas". Ainda no navio Clementina, em companhia de Dom Pedro II, Bresser já seria nomeado por Bloem como seu "suplente em todas as questões de serviço", sendo muito bem recomendado:

[...] sr. Breßer comunicou-me a sua decisão de viajar convosco ilustríssimo senhor, para o Brasil, a fim de ser empregado na construção de estradas e pontes lá. [...] possui conhecimentos e habilidades bem fundados na sua especialidade e [...] a sua conduta de vida se apresenta modular e realmente imaculada. [...] ao longo dos anos, ganhei a convicção de que Vós achareis nele um fiel, habilidoso e assíduo trabalhador. [...] aproveito de bom grado o ensejo de expressar a minha elevada estima e devoção, tendo a honra de subscrever,
De Vós, Ilustríssimo Senhor,
Sinceramente seu
[a.] Leysner, Prefeito de Krefeld 
Mas, passou a trabalhar com Daniel Pedro Müller, como "major de engenheiros", a compor o "seleto grupo que supervisionava a província". Pois, com "personalidade forte" e "muito esperto para os negócios", recebia largos elogios do então presidente de São Paulo, provavelmente Rafael Tobias de Aguiar, em 1840:
"Um temos nós já no paiz, cujos talentos e habilidades estão (por assim dizer) desperdiçando-se n'um emprego, [...] e que podiam ser muito mais utilmente empregados em exames e explorações feitas segundo o rigor da sciencia. Fallo do hábil Director Bresser, a quem acabo de empregar com fructo na abertura [...] d'esta Cidade a Jundiahy."

### Principais Obras
Assim, Carlos Abrão Bresser, a serviço de Daniel Müller, foi responsável por diversas obras, algumas importantíssimas para o desenvolvimento de São Paulo rumo ao Leste. Das obras comprovadamente de sua autoria, destacam-se:
- Ponte do Carmo - a primeira ponte construída sobre o rio Tamanduateí, surgiu da necessidade de ligar a Ladeira do Carmo ao aterrado do Brás. Era feita de pedra, e adornada com uma abóbada de tijolos, proporcionava a saída para o Rio de Janeiro.
- Ponte de Sant'Anna - uma das primeiras pontes construídas sobre o rio Tietê.
- Traçado de São Paulo para o Serviço de Gás - estudo conservado no Museu do Ipiranga.
- Primeiro Matadouro Municipal - construído em 1849, era como as demais construções da região, uma rústica construção de taipa, no bairro da Liberdade, destinada ao abate de animais.
- Primeira Planta da Cidade de São Paulo - datada provavelmente de 1841, traz referências ao "Caminho para a Moka", antigo nome da atual Rua Piratininga, no bairro do Brás.Primeira planta de São Paulo.

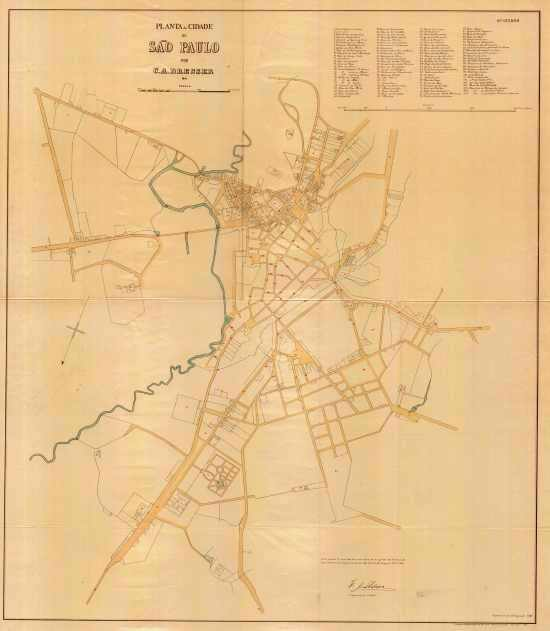
Primeira planta de São Paulo.

- Canalização e Alinhamento do Rio Tamanduateí - suprimiu-se uma imensa área da várzea original, que aterrada deu origem a bairros e ruas, como a Rua 25 de Março.[4][5]
- Retificação do Curso do Rio Tietê
- Hotel Palm - a primeira construção paulistana inteiramente de alvenaria e, provavelmente o primeiro hotel paulistano.[6] Projetada em 1851, situada no Largo do Capim, possuía detalhes raros para a época. O sobrado foi usado por Carlos Abrão Bresser como pensão até sua morte, em 1856, por ser próximo à Faculdade de Direito. Passados alguns anos, o terraço superior foi substituído por um telhado comum, em posse de um posterior proprietário. Após Bresser, o sobrado abrigou o Hotel Lion D'Or, e no ano seguinte, o Hotel des Voyageurs (CAMPOS, 1997, v. 2, p. 380).

Eudes Campos, doutor em arquitetura pela Faculdade de Arquitetura e Urbanismo da Universidade de São Paulo, analisou o edifício:[...] "este pequeno sobrado apresentava certos detalhes construtivos inovadores e verdadeiramente incomuns, tais como: vidraças fixas na parte superior das janelas de guilhotina, ocupando um terço da altura do vão; bacia de sacada com uma forma arredondada peculiar que fugia do desenho tradicional; vergas de portas providas de chaves de caráter ornamental; pilastras inseridas regularmente entre as janelas e portas além de um detalhe técnico, ressaltado por Carlos Lemos: o modo de fixação reentrante dos aros das envasaduras nas fachadas (algo também até então inusual). [...] O agenciamento de terraços no alto de edifícios pressupõe a execução de abóbadas de tijolos, e isso, para a São Paulo de 1851, representava uma verdadeira proeza técnica.[...] Aliás, a casa de Bresser era uma construção que apresentava particularidades muito dignas de atenção.[...]" 
Em 1856, havia anúncios nos jornais que seu comércio passaria a funcionar também como restaurante, tal como segue:
"Para satisfazer o desejo de alguns Srs. Estudantes que morão longe da aula [da Academia de Direito], e para o interesse pecuniario, e comodidade de muitos Srs solteiros me resolvi a mandar fazer almoço de manhã, q' tera lugar de 9 horas até meio dia, conforme o costume e gosto, inglez, francez, alemão, ou brasileiro: principiando no dia 14 de março, na casa de sotéa no sobrado n.22 largo de S. Francisco.[...]" C. A. Bresser
- Reconstrução da Estrada de Lorena - possivelmente, a mais importante de suas obras no Brasil. A Estrada de Lorena (atualmente Estrada do Mar) foi a primeira rodovia entre o litoral e São Paulo, conectando o porto de Santos através de regiões pantanosas. Assim, as mercadorias não necessitariam ser levadas até o porto do Rio de Janeiro, que ficava cerca de 400 quilômetros de distância.

## Família
Quando na província de São Paulo, ainda com cerca de 60 mil habitantes, Karl Abraham Bresser passou a assinar como Carlos Abrão Bresser  e comprou dos franciscanos uma grande chácara no Brás, situada ao lado esquerdo da estrada da Penha: a Chácara Bresser. Propriedade vizinha à Chácara do Ferrão, pertencente à Marquesa de Santos, a preferida de Dom Pedro I.
No Brasil, Carlos Bresser viveu com a vienense Ana Clara Augusta Müller, irmã do marechal Daniel Pedro Müller, assessor de Dom Pedro I e Governador das Armas de Santa Catarina, portanto filha de João Guilherme Christiano Müller, diretor da Academia Real das Sciencias de Lisboa. União da qual nasceram 5 filhos: Carlos Augusto, Clara Albertina, Carlos Adolfo, Carlos Alberto e Carolina Augusta. Assim, enquanto chegavam os primeiros pontos de iluminação pública ao Brás, lampiões alimentados por óleo e azeite, por volta de 1846, formava-se a primeira geração da Família Bresser no país. 

## Morte
Carlos Abrão Bresser faleceu a 27 de março de 1856, aos 52 anos. De origem protestante, foi "absolvido" e batizado pelo reverendo Francisco Hermenegildo Camargo, tornando-se católico praticante em seus últimos dias de vida. 
Bresser foi sepultado no jazigo da Irmandade de São Benedito, na Igreja de São Francisco, em São Paulo, como irmão da Ordem Terceira do Carmo, ao lado do senador Diogo Antônio Feijó. Todas as despesas com seus funerais foram pagas pelo imperador Dom Pedro II.

## Bresser e São Paulo

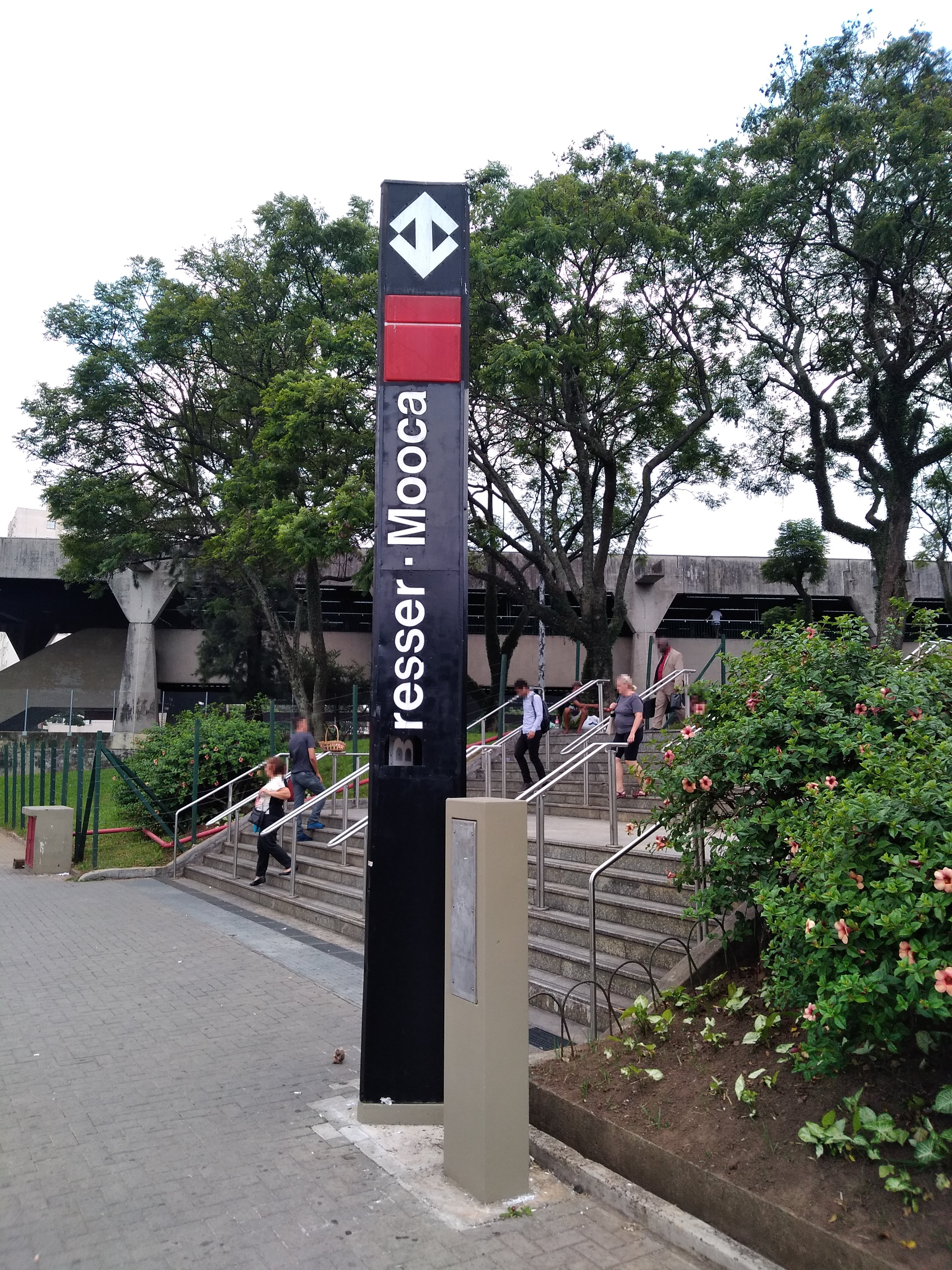
Estação Bresser-Mooca do metrô

Nas proximidades da Chácara Bresser, Carlos Abrão construiu cerca de 200 casas e galpões para explorar aluguéis. Assim, pelo desmembramento de suas posses, os bairros do Brás (fundado por Carlos Augusto Bresser) e da Mooca começaram a se urbanizar na década de 1910, consolidando o desenvolvimento daquela região. Diante disso, a história desses bairros está profundamente relacionada à história dos Bresser. Fato reconhecido pelo deputado Celso Giglio, quanto ao intuito de alguns políticos em mudar o nome da Estação Bresser-Mooca de metrô:
“[...] o motivo pelo qual o nome da Família Bresser ficou associado àquela região, próxima dos limites entre os bairros do Brás e da Mooca, não poderia ser mais simples, nem mais característico de nossa cidade. Boa parte daquela área foi urbanizada depois do desmembramento da Chácara Bresser, que pertencera a Carlos Abrão Bresser, [...] o Engenheiro Carlos Abrão Bresser gozava de tal prestígio que as suas exéquias foram pagas pelo imperador. Não admira, portanto, que seu nome ficasse indissoluvelmente ligado à região da cidade onde se fixaram ele e sua família [...]”
Pela história dos Bresser em São Paulo, sobretudo no bairro do Brás, existem diversas vias e edifícios públicos batizados em memória a membros da família. Algo observado em locais como: 
- as ruas Bresser, Júlia Bresser e Gustavo Bresser, e o viaduto Bresser, no Brás;
- a Estação Bresser-Mooca de metrô;
- as vilas Izaura Bresser e Zulmira [Bresser];
- a rua Eugênia Bresser, no bairro Jaçanã;
- a rua professor Alfredo Bresser, em Santana;
- a rua Cândido Augusto Bresser Dores, no Butantã;
- a rua Carolina Augusta [Bresser], na Liberdade;
- a travessa Doutor José Bresser da Silveira, no Jardim Paulista;
- a Escola Estadual Alfredo Bresser, em Pinheiros;
- as ruas Carlos Augusto Bresser e Leonor Bresser Correia, em Guarulhos;
- outras duas ruas Bresser, em Santo André e São José dos Campos;
- a rua José Roberto Bresser, em São José do Rio Preto;
- o antigo Terminal Rodoviário Bresser, do Brás; e
- os edifícios residenciais "Jardins do Bresser" e Bresser I, II, III, IV e V.

Antes do Brás tornar-se um bairro comercial, os descendentes de Carlos Abrão habitavam no bairro. Algo explicado pela revista Marie Claire, ao entrevistar Diva Bresser, bisneta de Carlos Abrão Bresser:
"O bairro foi endereço de médicos e mansões. Por ali, mocinhas como dona Diva circulavam com jóias, luvas, chapéus e laçarotes na cabeça. [...] 'Nossa casa de esquina na rua Bresser, com cinco criados, vivia aberta.' [...] Veio o comércio, a degradação, as 'famílias boas' se mudaram. Dona Diva mora em Higienópolis, mas ainda vai rever amigas no Brás, no Carrão, e fazer compras na rua Oriente [...]" 

Descendentes que fizeram os Bresser "uma das famílias mais importantes para a história da cidade" de São Paulo, ajudando a fazê-la inclusive a maior do Hemisfério sul. Como demonstrado pelo pioneirismo de seus membros na fundação e reforma de instituições públicas e privadas, na inovação de suas atividades econômicas, variedade de seus trabalhos construtivos e cartográficos, além de sua prolífica atividade intelectual e artística.